# Notania itarichta
Notania itarichta är en nattsländeart som beskrevs av Schmid 1968. Notania itarichta ingår i släktet Notania och familjen Apataniidae. Inga underarter finns listade i Catalogue of Life.